# Bouligneux
Bouligneux és un municipi francès situat al departament de l'Ain i a la regió d'Alvèrnia-Roine-Alps. L'any 2007 tenia 304 habitants.

## Demografia

### Població
El 2007 la població de fet de Bouligneux era de 304 persones. Hi havia 108 famílies de les quals 8 eren unipersonals (8 homes vivint sols), 52 parelles sense fills, 44 parelles amb fills i 4 famílies monoparentals amb fills.
La població ha evolucionat segons el següent gràfic:
Habitants censats

### Habitatges
El 2007 hi havia 134 habitatges, 113 eren l'habitatge principal de la família, 11 eren segones residències i 10 estaven desocupats. 126 eren cases i 8 eren apartaments. Dels 113 habitatges principals, 89 estaven ocupats pels seus propietaris, 22 estaven llogats i ocupats pels llogaters i 2 estaven cedits a títol gratuït; 1 tenia dues cambres, 7 en tenien tres, 31 en tenien quatre i 74 en tenien cinc o més. 92 habitatges disposaven pel capbaix d'una plaça de pàrquing. A 44 habitatges hi havia un automòbil i a 67 n'hi havia dos o més.

### Piràmide de població
La piràmide de població per edats i sexe el 2009 era:
| Homes | Edats   | Dones |
| ----- | ------- | ----- |
| 0     | 95 o +  | 0     |
| 0     | 90 a 94 | 0     |
| 4     | 85 a 89 | 4     |
| 0     | 80 a 84 | 0     |
| 4     | 75 a 79 | 8     |
| 4     | 70 a 74 | 4     |
| 16    | 65 a 69 | 8     |
| 0     | 60 a 64 | 4     |
| 8     | 55 a 59 | 4     |
| 28    | 50 a 54 | 16    |
| 8     | 45 a 49 | 16    |
| 12    | 40 a 44 | 8     |
| 8     | 35 a 39 | 4     |
| 4     | 30 a 34 | 8     |
| 16    | 25 a 29 | 16    |
| 0     | 20 a 24 | 4     |
| 8     | 15 a 19 | 20    |
| 0     | 10 a 14 | 16    |
| 0     | 5 a 9   | 8     |
| 12    | 0 a 4   | 8     |

## Economia
El 2007 la població en edat de treballar era de 198 persones, 136 eren actives i 62 eren inactives. De les 136 persones actives 132 estaven ocupades (75 homes i 57 dones) i 4 estaven aturades (4 dones i 4 dones). De les 62 persones inactives 29 estaven jubilades, 10 estaven estudiant i 23 estaven classificades com a «altres inactius».

### Ingressos
El 2009 a Bouligneux hi havia 119 unitats fiscals que integraven 313,5 persones, la mediana anual d'ingressos fiscals per persona era de 20.475 €.

### Activitats econòmiques
Dels 9 establiments que hi havia el 2007, 1 era d'una empresa de comerç i reparació d'automòbils, 3 d'empreses d'hostatgeria i restauració, 3 d'empreses immobiliàries i 2 d'empreses classificades com a «altres activitats de serveis».
Dels 4 establiments de servei als particulars que hi havia el 2009, 3 eren restaurants i 1 agència immobiliària.
L'any 2000 a Bouligneux hi havia 20 explotacions agrícoles que ocupaven un total de 912 hectàrees.

## Poblacions més properes
El següent diagrama mostra les poblacions més properes.